# صونین
صونین (به عربی: صونین) یک منطقهٔ مسکونی در تونس است که در استان بنزرت واقع شده‌است. صونین ۲٬۰۰۰ نفر جمعیت دارد.